# Була (город)
Була (нем. Buhla) — община в Германии, в земле Тюрингия.
Входит в состав района Айхсфельд. Подчиняется управлению Айксфельд-Випперауэ. Население составляет 554 человека (на 31 декабря 2010 года). Занимает площадь 8,81 км².
Коммуна подразделяется на 2 сельских округа.